# Gletscher-Initiative und indirekter Gegenentwurf

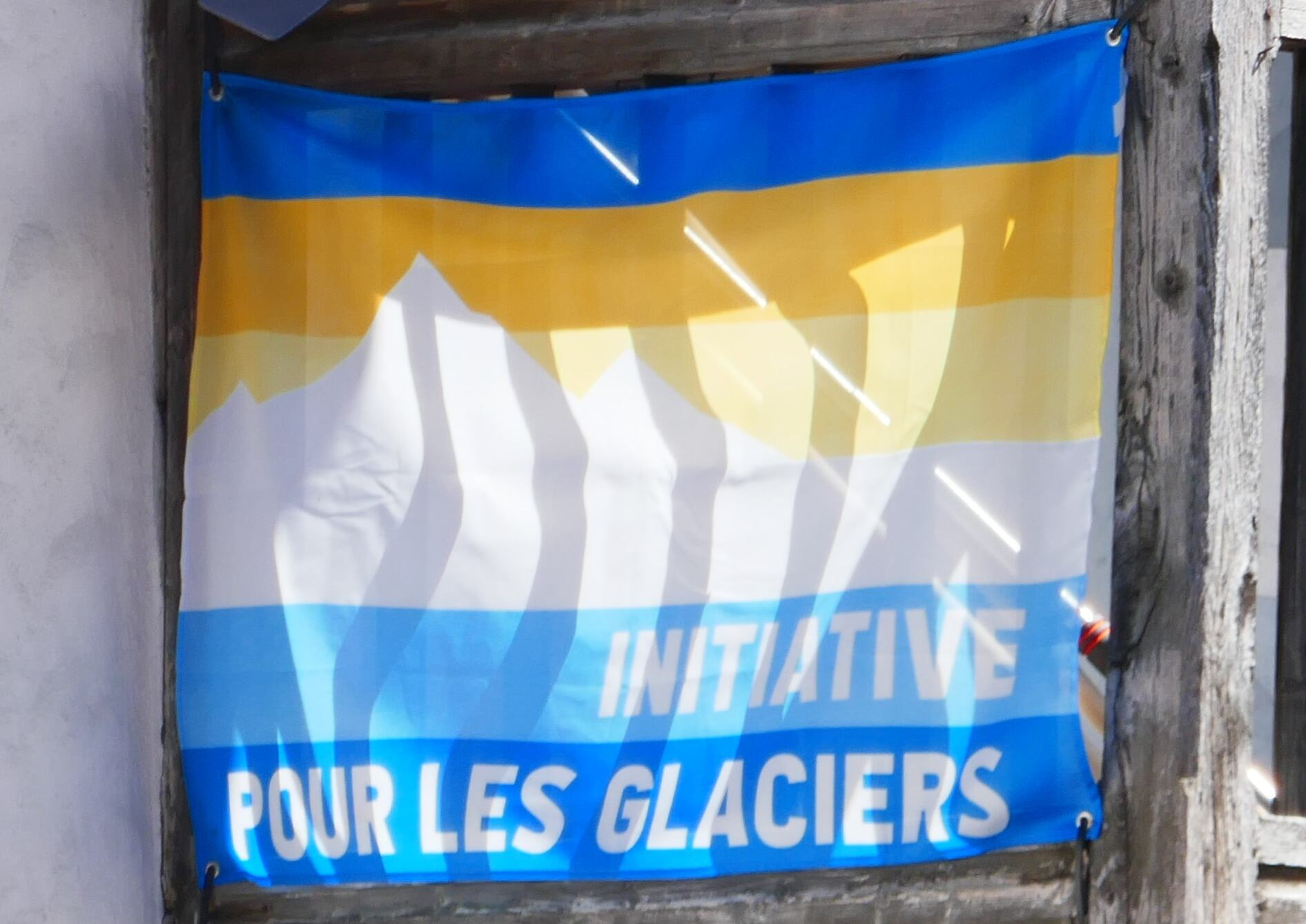
Banner der Eidgenössische Volksinitiative «Für ein gesundes Klima (Gletscher-Initiative)».

Die eidgenössische Volksinitiative «Für ein gesundes Klima (Gletscher-Initiative)» sah vor, dass die Ziele aus dem Pariser Klimaabkommen in der Verfassung niedergeschrieben werden. Dieser Initiative wurde vom Parlament ein indirekter Gegenentwurf gegenübergestellt. Da die Initianten mit dem Inhalt des Gegenentwurfs einverstanden waren, zogen sie die Initiative bedingt zurück (Art. 73a BPR). Daher gelangte am 18. Juni 2023 der Gegenentwurf, ein Bundesgesetz, zur Volksabstimmung und nicht die Initiative. Dieses Gesetz wird kurz Klimagesetz oder Klimaschutzgesetz bzw. Klima- und Innovationsgesetz genannt, amtlich Bundesgesetz über die Ziele im Klimaschutz, die Innovation und die Stärkung der Energiesicherheit (KlG); Gegner nannten es «Stromfressergesetz».
Bei der Volksabstimmung stimmten 42,54 % der Stimmberechtigten ab, davon 59,07 % mit Ja. Mit der Annahme des Gesetzes wird der Rückzug der Initiative wirksam (Art. 73a Abs. 3 BPR Bst. c).
Am 27. November 2024 hat der Bundesrat beschlossen, die Klimaschutz-Verordnung zusammen mit dem Klima- und Innovationsgesetz (KlG) per 1. Januar 2025 in Kraft zu setzen.

## Volksinitiative

### Wortlaut
Die zurückgezogene Initiative lautete wie folgt:
1 Die Volksinitiative vom 27. November 2019 «Für ein gesundes Klima (GletscherInitiative)» ist gültig und wird Volk und Ständen zur Abstimmung unterbreitet.
2 Sie lautet:
Art. 74a Klimapolitik
1 Bund und Kantone setzen sich im Rahmen ihrer Zuständigkeiten im Inland und im internationalen Verhältnis für die Begrenzung der Risiken und Auswirkungen der Klimaveränderung ein.
2 Soweit in der Schweiz weiterhin vom Menschen verursachte Treibhausgasemissionen anfallen, muss deren Wirkung auf das Klima spätestens ab 2050 durch sichere 
Treibhausgassenken dauerhaft ausgeglichen werden.
3 Ab 2050 werden in der Schweiz keine fossilen Brenn- und Treibstoffe mehr in Verkehr gebracht. Ausnahmen sind zulässig für technisch nicht substituierbare Anwendungen, soweit sichere Treibhausgassenken im Inland die dadurch verursachte Wirkung auf das Klima dauerhaft ausgleichen.
4 Die Klimapolitik ist auf eine Stärkung der Volkswirtschaft und auf Sozialverträglichkeit ausgerichtet und nutzt namentlich auch Instrumente der Innovations- und Technologieförderung.
Art. 197 Ziff. 12
12. Übergangsbestimmungen zu Art. 74a (Klimapolitik)
1 Der Bund erlässt die Ausführungsgesetzgebung zu Artikel 74a innert fünf Jahren nach dessen Annahme durch Volk und Stände.
2 Das Gesetz legt den Absenkpfad für die Treibhausgasemissionen bis 2050 fest. Es benennt Zwischenziele, die mindestens zu einer linearen Absenkung führen, und regelt die zur Einhaltung des Absenkpfades erforderlichen Instrumente.
Art. 2
1 Sofern die Volksinitiative nicht zurückgezogen wird, wird sie zusammen mit dem Gegenentwurf (Bundesbeschluss vom ... über die Klimapolitik) Volk und Ständen nach dem Verfahren gemäss Artikel 139b der Bundesverfassung zur Abstimmung unterbreitet.
2 Die Bundesversammlung empfiehlt Volk und Ständen, die Initiative abzulehnen und 

### Anliegen und Ziele
Das Anliegen der Initiative war es, das Ziel aus dem Pariser Klimaabkommen, die Treibhausgasemissionen bis 2050 auf null zu senken, in der Bundesverfassung festzuschreiben. Dies dränge sich gemäss Ausführungen des Initiativkomitees auf, weil die bisherige Schweizer Politik mit den Verpflichtungen aus dem Vertrag nicht im Einklang stehe. Die Senkung der Treibhausgase könne natürlicher Art (z. B. Wälder und Böden) oder technischer Art sein, und sie müsse auch nicht in der Schweiz erfolgen. Denkbar wäre, dass die Schweiz an ökologischen Senkenprojekten im Ausland mitarbeitet und sich die Leistung gutschreiben lässt. Das Zieljahr 2050 ergibt sich aus dem IPCC-Bericht vom Oktober 2018. Es kann sich ändern, falls wissenschaftliche Erkenntnisse zeigen, dass die Emissionen schneller als angenommen gesenkt werden müssen.
Ab 2050 hätte es verboten sein sollen, fossile Brenn- und Treibstoffe in den Verkehr zu bringen. Gemeint waren fossile Energieträger wie Kohle, Heizöl, Erdgas, Koks, Benzin, Diesel, Kerosin oder Flugbenzin. Andere Quellen wie zum Beispiel die geogenen, also natürlich entstehenden CO2-Emissionen, die bei der Zementproduktion freigesetzt werden, und CO2-Emissionen aus der Abfallverbrennung waren davon nicht erfasst. Ausnahmen wären bei Anwendungen möglich gewesen, für die es keine technischen Alternativen gibt. Solche CO2-Emissionen hätten allerdings durch Treibhausgassenken im Inland ausgeglichen werden müssen. Da längerfristig alle Emissionen im In- und Ausland eliminiert werden müssen, wollte die Initiative ausschliessen, dass CO2-Emissionen aus fossilen Energien im Ausland ausgeglichen werden dürfen.
Nach Ansicht der Initianten hätte die Gletscher-Initiative das Klimaübereinkommen in der Schweiz so schlank, liberal und wirksam wie möglich umgesetzt. Die Initiative hätte ein Ziel festgeschrieben und den Weg dorthin mit grösstmöglichem Spielraum offengelassen.

### Initiativkomitee
Das Initiativkomitee bestand aus 25 Personen von verschiedenen Parteien und Organisationen, u. a. folgenden Personen des öffentlichen Lebens:
- Jacques Dubochet, Chemiker und Nobelpreisträger
- Claudia Friedl, Nationalrätin SP
- Rosmarie Quadranti, Alt-Nationalrätin BDP
- Isabelle Chevalley, Alt-Nationalrätin GLP
- Stefan Engler, Ständerat Die Mitte
- Silva Semadeni, Alt-Nationalrätin SP
- Susanne Hochuli, Präsidentin Greenpeace und Schweizerische Patientenorganisation
- Ruedi Noser, Ständerat FDP
- Balthasar Glättli, Nationalrat und Präsident Grüne

## Behandlung von Volksinitiative und Gegenentwurf

### Einreichung
Nach der Vorprüfung der Volksinitiative begann am 30. April 2019 die Frist von 18 Monaten, um 100'000 Unterschriften zu sammeln. Am 27. November 2019 wurde die Initiative bei der Bundeskanzlei eingereicht, die am 17. Dezember desselben Jahres verfügte, dass die Initiative mit 113'125 gültigen Unterschriften zustande gekommen sei. Nach Art. 97 Abs. 1 Bst. a ParlG musste der Bundesrat spätestens ein Jahr nach Einreichung der Bundesversammlung den Entwurf für einen Bundesbeschluss über eine Abstimmungsempfehlung mit einer erläuternden Botschaft unterbreiten. Beschliesst er aber, ihr einen Gegenentwurf entgegenzustellen – wie in diesem Falle –, verlängert sich diese Frist um 6 Monate (Art. 97 Abs. 2 ParlG).

### Botschaft des Bundesrates
Der Bundesrat hielt in seiner Botschaft fest, dass er im Grunde das gleiche Ziel (Netto-Null bis 2050) wie die Initianten verfolge. Daher begrüsse er den Vorschlag, das Ziel in der Verfassung festzuschreiben. Die Initiative gehe ihm jedoch punktuell zu weit. Insbesondere hält er das grundsätzliche Verbot fossiler Energieträger für eine zu einschneidende Massnahme. Für bestimmte Anwendungen sollten fossile Energien nach wie vor zulässig und nicht an die Auflage geknüpft sein, die Emissionen mit inländischen Senken auszugleichen.
Um seinen Verpflichtungen gemäss dem Pariser-Klimaabkommen nachzukommen, reichte der Bundesrat 2021 beim UNO-Klimasekretariat eine langfristige Klimastrategie ein. Sie hält unter anderem fest, dass Bund und Kantone ihre Aktivität in allen Bereichen auf Netto-Null ausrichten müssen. Ein neues Element der Initiative ist der Einbezug der gesamten Klimawirkung von Emissionen der Luftfahrt in das Schweizer Reduktionsziel, was der Bundesrat grundsätzlich begrüsste. Der Bundesrat äusserte aber Bedenken beim Verbot der fossilen Brennstoffe. Seines Erachtens sei es unvernünftig, ein Verbot, das in 30 Jahren Wirkung entfalten wird, in der Verfassung festzuschreiben. Er schrieb dazu: «Grundsätzlich können heute fossile Brenn- und Treibstoffe in praktisch allen Anwendungen durch alternative, erneuerbare Energieträger oder Technologien ersetzt werden. Dies reflektiert jedoch eine rein technische Sicht. Zu berücksichtigen ist jedoch, dass synthetisch hergestellte Brenn- und Treibstoffe, als Substitute verwendet, heute in der Regel deutlich teurer als die fossilen Alternativen sind, weshalb die Produktionsverfahren und -kapazitäten im grossen Massstab aktuell fehlen».
Die Initiative forderte des Weiteren, dass Emissionen, die nicht vermieden werden können, innerhalb der Landesgrenzen neutralisiert werden müssen. In der Schweiz seien die Kapazitäten für geologische Speicherung ziemlich niedrig, und es sei fraglich, ob der Bedarf an diesen negativen Emissionen überhaupt gedeckt werden könne – so der Bundesrat. Ein anderes Problem sei, dass die Schweiz wirtschaftlich benachteiligt werden könnte. Ein solches Szenario sei beim Flugverkehr möglich: Gemäss Initiativtext müsste Kerosin, das zwar in der Schweiz getankt, aber auf internationalen Flügen verbrannt wird, vollständig in der Schweiz kompensiert werden. Der Bundesrat wollte sich deshalb – abweichend von der Initiative – nicht auf inländische Senken beschränken, sondern auch Projekte im Ausland zulassen, die an die Zielerreichung angerechnet werden können.
Weil der Bundesrat das Anliegen der Initiative teilte, ihm jedoch gewisse Bestimmungen zu weit gingen, empfahl er den Eidgenössischen Räten, die Initiative abzulehnen; er stellte ihr aber einen direkten Gegenentwurf entgegen. Dieser sah im Wesentlichen vor, dass fossile Brenn- und Treibstoffe nicht verboten werden, sondern deren Verbrauch gesenkt werden soll, soweit dies technisch machbar und mit der Wirtschaft und Sicherheit des Landes vereinbar ist.

### Beratung in den Eidgenössischen Räten
Die Grünen und die SP unterstützten die Initiative in der Beratung. Während die SP aber auch den direkten Gegenentwurf des Bundesrats als eine Alternative erachtete, ging er nach Ansicht der Grünen zu wenig weit. Die Mitte und die FDP unterstützten ausschliesslich den Gegentwurf, die SVP lehnte sowohl den Gegenentwurf als auch die Initiative ab, und die GLP würde sich für die Initiative aussprechen, sofern es keinen indirekten Gegenentwurf gäbe, «der diesen Namen auch verdient» (Martin Bäumle).
Der Nationalrat nahm den direkten Gegenentwurf am 3. März 2022 mit 104 zu 67 Stimmen bei 21 Enthaltungen an. Die Nein-Stimmen kamen von den Grünen und von Mitgliedern der SVP-Fraktion, die Enthaltungen fast ausschliesslich von der SVP. Mit 99 zu 89 Stimmen und bei vier Enthaltungen beschloss der Rat seine Stimmempfehlung: ein Ja zum Gegenentwurf, ein Nein zur Initiative. In der Beratung äusserten sich mehrere Ratsmitglieder, dass sie einen indirekten Gegenentwurf dem direkten vorzögen. Das Ziel sei, die Massnahmen schneller erreichen zu können, wenn sie über den Gesetzesweg geregelt werden. Daher stimmten etliche aus taktischen Gründen für den bundesrätlichen Entwurf, um Zeit für einen indirekten Gegenentwurf zu gewinnen, denn nach Art. 105 ParlG verlängert sich die Behandlungsfrist um ein Jahr, falls einer der Räte einen direkten oder indirekten Gegenentwurf beschliesst. Der Ständerat stimmte der Fristverlängerung am 31. Mai 2022 zu.
Das Initiativkomitee zog seine Initiative nach der Verabschiedung des Klimaschutz-Gesetzes (indirekter Gegenentwurf) am 5. Oktober 2022 bedingt zurück. Mit der Annahme der des Gegenentwurfs wurde der Rückzug wirksam (Art. 73a Abs. 3 Bst. c BPR).
Am 6. Dezember 2022 beschloss der Ständerat auf den direkten Gegenentwurf des Bundesrates nicht einzutreten, weil ein indirekter Gegenentwurf auf Gesetzesstufe beschlossen worden war. Dem schloss sich der Nationalrat am 1. März 2023 an. Beide Kammern empfahlen Volk und Ständen die Volksinitiative zur Ablehnung.

## Indirekter Gegenentwurf

### Inhalt
Das Ziel des Gegenentwurfes ist es, eine schnellere Lösung als die Initiative zu bieten, um die Zielsetzungen, die aus dem Pariser Klimaabkommen hervorgehen, umzusetzen. Die Schweiz soll bis 2050 klimaneutral werden. Zu diesem Zweck werden fossile Energieträger zwar nicht verboten, jedoch bestmöglich reduziert. Die Vorlage enthält keine Verbote und keine zusätzlichen Steuern oder Abgaben, weder für die Wirtschaft noch für die Bevölkerung. In jenen Bereichen, in denen die Emissionen nicht auf null gesenkt werden können, sollen Ausgleiche als Kompensation dienen. Diesem Bundesgesetz über die Ziele im Klimaschutz liegen die primären Ziele des Pariser Klimaabkommens zugrunde: Der Temperatur-Anstieg soll unter 1,5 °C bleiben, man solle sich an die Auswirkungen der Klimaänderungen anpassen und der Staat solle seine Finanzflüsse mit dem Ziel in Einklang bringen, eine emissionsarme Entwicklung anzustreben. Um dies zu erreichen, sind einige Massnahmen vorgesehen. Unter anderem schreibt das Gesetz spezifische Richtwerte für einzelne Sektoren vor: Der Sektor Gebäude muss seine Treibhausgasemissionen bis 2050 um 100 % gesenkt haben (bis 2040 um 82 %), der Sektor Verkehr bis 2050 um ebenfalls 100 % (bis 2040 um 57 %) und der Sektor Industrie bis 2050 um 90 % (bis 2040 um 50 %) (Art. 4 Klimagesetz (KlG)).
Sämtliche Unternehmen der Industrie, des Gewerbes und der Dienstleistungssektors (nicht aber Landwirtschaftsbetriebe) müssen bis 2050 Netto null aufweisen. Unternehmen dürfen auch sogenannte Netto-Null-Fahrpläne erarbeiten, um ihre Emissionen koordiniert zu senken. Jene Unternehmen, die das tun, unterstützt der Bund fachlich und finanziell. Dafür steht bis 2030 ein Betrag von 1,2 Milliarden Franken zur Verfügung, der aus dem Bundeshaushalt gespeist wird. Zusätzlich sieht das Gesetz 2 Milliarden Franken über eine Periode von 10 Jahren vor, die dazu dienen sollen, fossile Heizungsanlagen, elektrische Widerstandsheizungen und Warmwasseraufbereitungsanlagen durch eine erneuerbare Wärmequelle, eine Wärmepumpe oder einen Anschluss an ein Fernwärmenetz zu ersetzen.
Die Vorlage beschränkt sich nicht auf die Emissionsreduktion von Treibhausgasen, sondern enthält Verpflichtungen für Bund und Kantone, die Bevölkerung vor Folgen der Klimakrise, die unvermeidbar seien, zu schützen. Das sind namentlich Massnahmen zum Schutz vor Hochwasser, Erdrutschen, Hitzewellen oder Trockenheit.

### Beratungen der Eidgenössischen Räten
Der indirekte Gegenentwurf ist ein Rahmengesetz, denn es wird nicht nur ein Bundesgesetz, sondern es werden gleich mehrere auf einmal geändert. Das Volk stimmt über das Rahmengesetz ab und nicht über die einzelnen Bundesgesetze, die es umfasst.
In den Beratungen von National- und Ständerat befürworteten die Ratsmitglieder und auch der Bundesrat mehrheitlich den Gegenentwurf – ausser die SVP, die ihn in beiden Räten bekämpfte. Ihren Antrag, auf das Programm für den Ersatz von Elektroheizungen und fossilen Heizungen sowie energetische Sanierungen zu verzichten, lehnte der Nationalrat mit 117 zu 67 Stimmen ab.
In den Schlussabstimmungen wurde der indirekte Gegenentwurf angenommen, im Nationalrat mit 139 gegen 51 Stimmen bei zwei Enthaltungen, im Ständerat mit 38 gegen vier Stimmen bei drei Enthaltungen.

## Fakultatives Referendum
Am 11. Oktober 2022 lancierte die SVP das fakultative Referendum gegen das Klimagesetz. Die Frist von 100 Tagen, um 50'000 Unterschriften zu sammeln, endete am 19. Januar 2023. An diesem Tag reichte die SVP die Unterschriften bei der Bundeskanzlei ein. Am 2. Februar 2023 verfügte die Bundeskanzlei, dass das Referendum mit 103'015 gültigen Unterschriften zustande gekommen ist. Der Abstimmungstermin über den indirekten Gegenentwurf war der 18. Juni 2023.
Am 10. Mai 2023 machte die Neue Zürcher Zeitung öffentlich, dass es beim Darstellen des Standpunktes der Referendumsführer im Abstimmungsbüchlein zu einem Konflikt gekommen war: Der Bundesrat hatte gestützt auf Art. 11 Abs. 2 des Bundesgesetzes über die politischen Rechte Formulierungen als «krass wahrheitswidrig» zurückgewiesen.
Eines der zentralen Argumente des Referendumskomitees gegen das Klimaschutzgesetz waren die Kosten. Es kritisierte, dass das Gesetz nicht sozialverträglich sei und «Strom und Energie zum Luxus für Reiche» würden. Des Weiteren sah die SVP die Versorgungssicherheit bei einer Annahme des Gesetzes als gefährdet an. Sie sprach von 60 % Energieressourcen, die durch den grossflächigen Wegfall fossiler Energien kompensiert werden müssten. Dazu führte die SVP an: «Der planlose Ausstieg gefährdet unsere Versorgungssicherheit! Wir werden noch mehr abhängig vom Wetter und von Ressourcen aus dem Ausland. Wer eine sichere Energieversorgung will, setzt deshalb zuerst auf den Ausbau verschiedener Energiequellen (ohne Technologieverbote) und kann dann den Ausstieg aus den fossilen Energien zuverlässig angehen.»

## Volksabstimmung

### Parteipositionen
Ja-Parole: SP, Grüne, EVP, GLP, Die Mitte, FDP, PdA
Nein-Parole: SVP, EDU, Lega

### Positionen von Verbänden
Ja-Parole: Bauernverband, Economiesuisse, Swissmem, Casafair, Mieterinnen- und Mieterverband, Konferenz der Kantonsregierungen, Schweizer Berufsverband der Pflegefachpersonen, Hotelleriesuisse, Schweizerischer Gewerkschaftsbund
Nein-Parole: Hauseigentümerverband, Gastrosuisse

### Meinungsumfragen
| Institut | Auftraggeber | Datum          | Ja | Eher Ja | Unentschieden Keine Antwort | Eher Nein | Nein |
| -------- | ------------ | -------------- | -- | ------- | --------------------------- | --------- | ---- |
| LeeWas   | Tamedia      | 31. Mai 2023   | 51 | 5       | 1                           | 4         | 39   |
| gfs.Bern | SRG SSR      | 27. Mai 2023   | 53 | 10      | 1                           | 8         | 28   |
| LeeWas   | Tamedia      | 15. Mai 2023   | 44 | 11      | 2                           | 6         | 37   |
| gfs.Bern | SRG SSR      | 1. Mai 2023    | 52 | 20      | 3                           | 8         | 17   |
| LeeWas   | Tamedia      | 26. April 2023 | 43 | 15      | 4                           | 9         | 29   |

Bemerkungen: Angaben in Prozent. Das Datum bezeichnet den mittleren Zeitpunkt der Umfrage, nicht den Zeitpunkt der Publikation der Umfrage.

### Ergebnis
Am 18. Juni 2023 wurde das Klimaschutzgesetz angenommen. Das Ergebnis lautete wie folgt: (provisorisches amtliches Endergebnis)
| Kanton                 | Ja (%)  | Nein (%) | Beteiligung (%) |
| ---------------------- | ------- | -------- | --------------- |
| Zürich                 | 62,46 % | 37,54 %  | 45,12 %         |
| Bern                   | 58,52 % | 41,48 %  | 43,99 %         |
| Luzern                 | 58,98 % | 41,02 %  | 42,19 %         |
| Uri                    | 43,11 % | 56,89 %  | 41,90 %         |
| Schwyz                 | 42,48 % | 57,52 %  | 49,37 %         |
| Obwalden               | 43,85 % | 56,15 %  | 49,68 %         |
| Nidwalden              | 46,80 % | 53,20 %  | 49,95 %         |
| Glarus                 | 45,99 % | 54,01 %  | 39,97 %         |
| Zug                    | 57,58 % | 42,42 %  | 50,94 %         |
| Freiburg               | 61,90 % | 38,10 %  | 38,44 %         |
| Solothurn              | 52,89 % | 47,11 %  | 39,79 %         |
| Basel-Stadt            | 73,29 % | 26,71 %  | 47,52 %         |
| Basel-Landschaft       | 57,24 % | 42,76 %  | 42,98 %         |
| Schaffhausen           | 52,11 % | 47,89 %  | 63,58 %         |
| Appenzell Ausserrhoden | 50,94 % | 49,06 %  | 46,46 %         |
| Appenzell Innerrhoden  | 46,49 % | 53,51 %  | 37,45 %         |
| St. Gallen             | 52,15 % | 47,85 %  | 41,35 %         |
| Graubünden             | 55,47 % | 44,53 %  | 39,85 %         |
| Aargau                 | 52,12 % | 47,88 %  | 40,91 %         |
| Thurgau                | 49,30 % | 50,70 %  | 41,74 %         |
| Tessin                 | 54,83 % | 45,17 %  | 39,49 %         |
| Waadt                  | 69,52 % | 30,48 %  | 41,08 %         |
| Wallis                 | 55,44 % | 44,56 %  | 39,42 %         |
| Neuenburg              | 69,87 % | 30,13 %  | 36,07 %         |
| Genf                   | 74,49 % | 25,51 %  | 40,11 %         |
| Jura                   | 63,18 % | 36,82 %  | 32,27 %         |
| Schweiz                | 59,07 % | 40,93 %  | 42,54 %         |